# 龍運巴士S64線

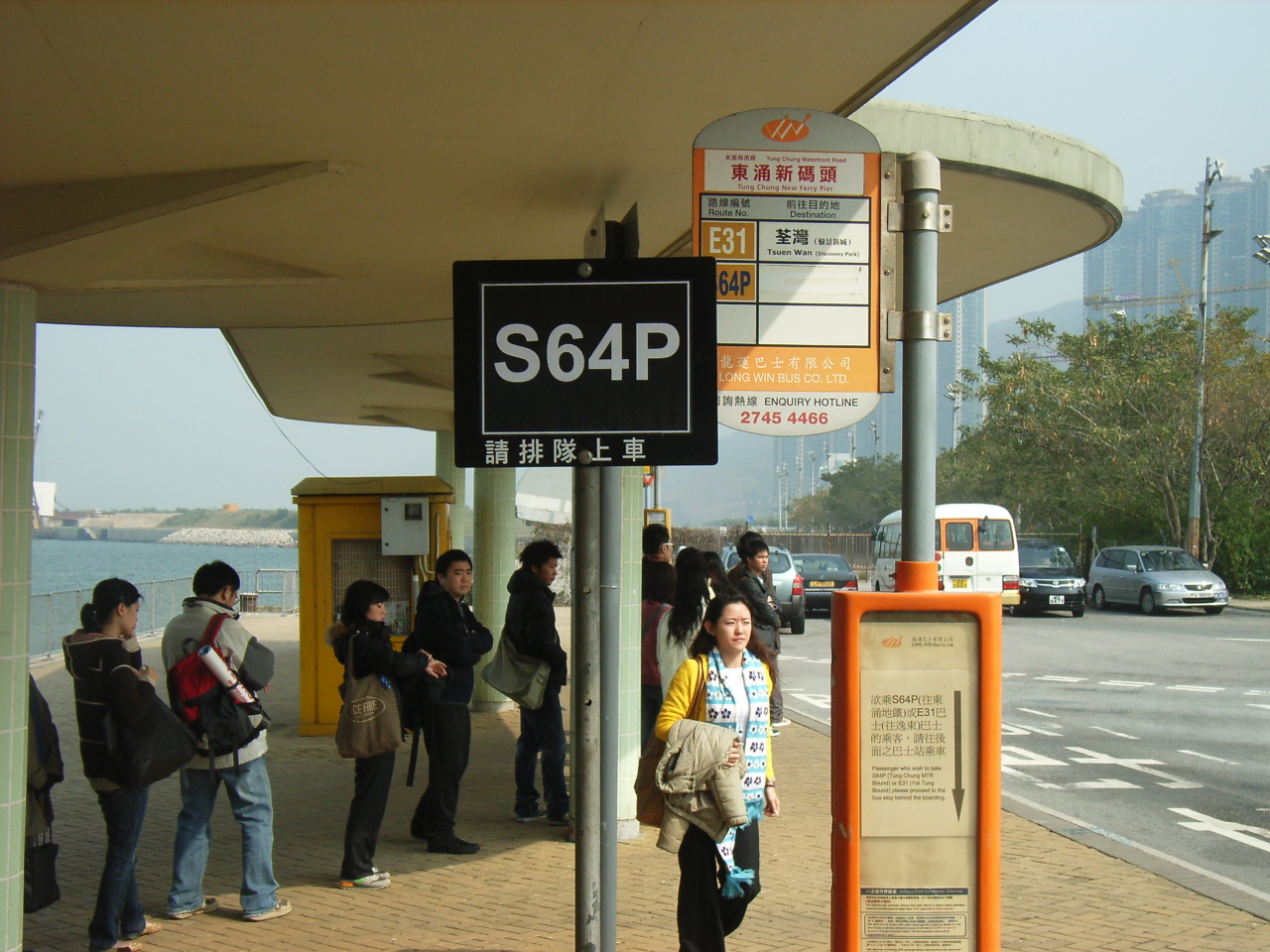
位於東涌海濱路的S64P巴士站

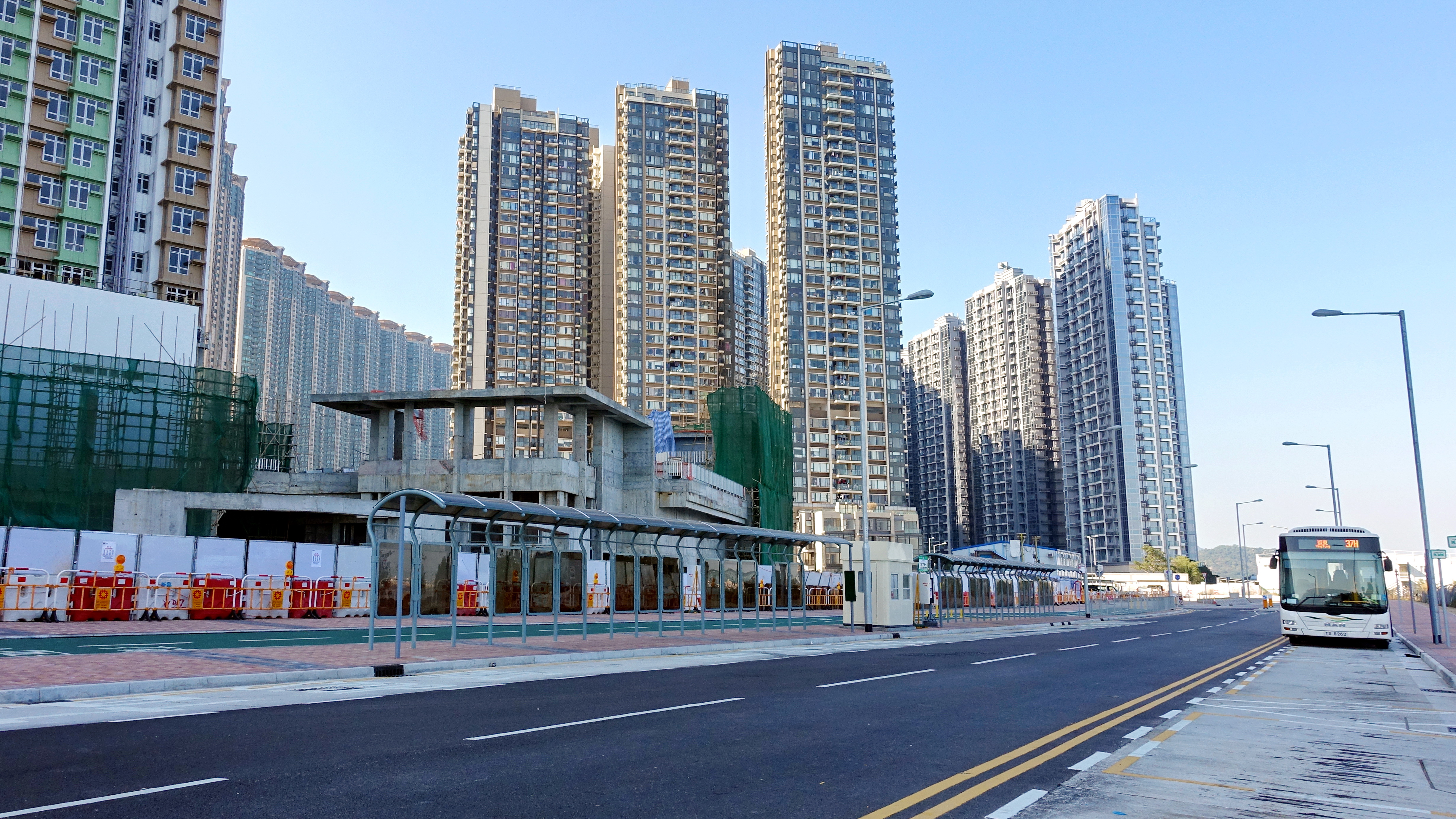
迎東邨巴士總站

龍運巴士S64線是香港新界一條來往東涌（逸東邨）和機場的循環巴士路線。
本線每天繁忙時間另設輔助線S64C、S64P及S64X、S64C早上循環來往東涌（逸東邨）及機場貨運及航膳區，平日星期一至六下午另設特別班次由機場貨運區開出，經航膳區及國泰城開往東涌（逸東邨）；S64P循環來往東涌（迎東邨）及機場貨運及航膳區，早上來回程繞經東涌發展碼頭，下午只回程繞經東涌發展碼頭；S64X為循環線，來往滿東及機場，不經東涌站及機場貨運區，走線與分站安排皆與吞併S63線前的S64線幾乎完全相同，惟延伸至滿東邨，不入東涌站及已封閉的赤鱲角碼頭。
由於S64線合併了因客量不足而停辦的S62及S63線，行車路線經多次修改以兼顧該等路線的原有服務範圍，導致來回程共停靠國泰城4次，較其他機場穿梭巴士路線迂迴。
而當颱風襲港或北大嶼山公路發生突發事故導致全港絕大部分巴士停駛時，例如2008年6月7日雨災，本路線與S1線會維持有限度服務，以接載乘客來往東涌市中心及機場。

## 歷史
- 1998年6月22日：隨機場後勤區啟用投入服務，最初是來往東涌鐵路站及赤鱲角碼頭。
- 1999年6月20日：改為循環運作，往東涌鐵路站方向不經機場。
- 2001年4月1日：延長至逸東邨。
- 2002年4月7日：來回程途經超級一號貨站及航膳西路，以配合S63線取消並併入本線[1][2]。
- 2002年12月7日：配合機場管理局收回赤鱲角碼頭以便改建為跨境渡輪碼頭，S64不再繞經赤鱲角碼頭；同日起開辦途經東涌新發展碼頭的輔助線S64P，來往東涌鐵路站和航膳東路的循環巴士路線。
- 2008年7月14日：S64P不再經東涌新發展碼頭，並大幅縮減班次至45分。
- 2008年9月16日：配合富裕小輪加開屯門至東涌直航班次，S64P恢復繞經東涌新發展碼頭，改為祇於每日早上及傍晚提供服務；同日起S64線加開短程特別班次（東涌鐵路站至機場（客運大樓）（循環線））。
- 2008年11月16日：S64取消東涌鐵路站至機場短程班次，歸入主線；S64P回程駛至東涌鐵路站後，會繼續依S64線行走至逸東邨作終站。
- 2014年11月22日：開辦S64C及S64X線，於每天上午取代S64線的服務。S64C循環來往逸東邨及貨運／航膳區，下午另設特別班次由貨運區經航膳區及國泰城開往逸東邨（取代S64線短程班次）；S64X循環來往客運大樓，屬特快線，不經東涌鐵路站及貨運區[3]。
- 2015年3月21日：增設到站時間預報。[4]
- 2016年6月18日：S64P線總站遷往東涌北，不再服務東涌市中心及逸東邨，往機場後勤區方向改由赤鱲角南路直接往駿運路。由於迎東邨尚未落成入伙，暫以海堤灣畔為去程起點站及迎禧路昇薈對面為回程終點站。
- 2017年1月23日：S64P線遷往迎東邨。
- 2017年7月31日：增派2輛單層巴士行走。
- 2019年4月27日：S64及S64C線取消「東涌纜車站」。[5]
- 2022年12月11日：配合S65線取消服務，S64X線延長至滿東邨，星期一至六由滿東邨開出之班次服務時間延長為05:05至09:00，以及12:55至19:00；星期日及公眾假期由滿東邨開出之班次服務時間延長為05:05至08:00，以及13:00至19:00。[6]
- 2024年12月22日：S64X線除繞經機場博覽館之晨早特別班次外，繞經航天城交通總匯。

## 服務時間及班次
S64
| 東涌（逸東邨）開 | 東涌（逸東邨）開     | 東涌（逸東邨）開     |
| 日期             | 服務時間             | 班次（分鐘）         |
| ---------------- | -------------------- | -------------------- |
| 星期一至六       | 上午繁忙時間不設服務 | 上午繁忙時間不設服務 |
| 星期一至六       | 09:08-10:00          | 13                   |
| 星期一至六       | 10:00-16:15          | 17-20                |
| 星期一至六       | 16:15-20:00          | 12-15                |
| 星期一至六       | 20:00-00:00          | 20                   |
| 星期日及公眾假期 | 08:15前不設服務      | 08:15前不設服務      |
| 星期日及公眾假期 | 08:15-16:44          | 15-20                |
| 星期日及公眾假期 | 16:44-20:05          | 13-15                |
| 星期日及公眾假期 | 20:05-00:00          | 18-20                |

S64C
| 東涌（逸東邨）開 | 東涌（逸東邨）開 | 東涌（逸東邨）開 |
| 日期             | 服務時間         | 班次（分鐘）     |
| ---------------- | ---------------- | ---------------- |
| 星期一至六       | 05:20-07:20      | 15               |
| 星期一至六       | 07:20-08:56      | 12               |
| 星期日及公眾假期 | 05:20-08:00      | 20               |

| 機場（超級一號貨站）開   | 機場（超級一號貨站）開 | 機場（超級一號貨站）開 | 機場（超級一號貨站）開 | 機場（超級一號貨站）開 | 機場（超級一號貨站）開 |
| 星期一至六               | 星期一至六             | 星期一至六             | 星期一至六             | 星期一至六             | 星期一至六             |
| ------------------------ | ---------------------- | ---------------------- | ---------------------- | ---------------------- | ---------------------- |
| 15:08                    | 15:21                  | 15:34                  | 15:47                  | 16:00                  | 16:13                  |
| 16:26                    | 16:39                  | 16:52                  | 17:05                  | 17:18                  | 17:31                  |
| 17:44                    | 17:57                  | 18:10                  | 18:23                  | 18:36                  | 18:49                  |
| 星期日及公眾假期不設服務 |                        |                        |                        |                        |                        |

S64P
- 東涌（迎東邨）開：
  - 星期一至五：07:20、08:20、15:45、18:45
  - 星期六：07:20、08:20、18:45
  - 星期日及公眾假期：07:20、18:45

早上班次經東涌發展碼頭。
S64X
| 滿東開           | 滿東開                  | 滿東開       |
| 日期             | 服務時間                | 班次（分鐘） |
| ---------------- | ----------------------- | ------------ |
| 星期一至六       | 05:05                   | 05:05        |
| 星期一至六       | 05:20-06:40             | 10           |
| 星期一至六       | 06:55                   |              |
| 星期一至六       | 07:11-08:00             | 16/17        |
| 星期一至六       | 08:00-09:00             | 15           |
| 星期一至六       | 09:00-12:55期間不設服務 |              |
| 星期一至六       | 12:55                   |              |
| 星期一至六       | 13:30-19:00             | 30           |
| 星期日及公眾假期 | 05:05-05:35             | 15           |
| 星期日及公眾假期 | 05:35-06:25             | 10           |
| 星期日及公眾假期 | 06:40、06:55            |              |
| 星期日及公眾假期 | 07:10-07:40             | 15           |
| 星期日及公眾假期 | 08:00                   |              |
| 星期日及公眾假期 | 08:00-13:00期間不設服務 |              |
| 星期日及公眾假期 | 13:00-19:00             | 30           |

藍字班次繞經機場博覽館及香港天際萬豪酒店，回程不經航天城及航空膳食區

## 收費
全程：$3.8
- 國泰城外（S64為機場島回程尾二站；其他路線為機場島回程第二站）往逸東邨：$3.3

每位乘客可免費攜帶一件行李上車，以不超過28"×22"×10"為標準
| - 本線設有12歲以下小童及65歲或以上長者半價優惠。 - 65歲或以上香港居民使用「樂悠咭」，以及12歲以下合資格殘疾兒童使用「殘疾人士身份」個人八達通繳付車資，均可享有每程$2.0或半價（以較低者為準）的票價優惠；12至64歲合資格殘疾人士使用「殘疾人士身份」個人八達通（包括「樂悠咭」），以及60至64歲香港居民使用「樂悠咭」繳付車資，均可享有每程$2.0或全費（以較低者為準）的票價優惠。 - 65歲或以上長者如使用長者或一般個人八達通繳付車資，則只可享有半價優惠；12至64歲合資格殘疾人士如不使用「殘疾人士身份」個人八達通，以及60至64歲人士如不使用「樂悠咭」繳付車資，必須繳付全費。 - 乘客可以現金或八達通於上車時付款，不設找續。 - 每位成人乘客可免費攜帶最多兩名4歲以下而不佔座位的兒童乘客乘車，超額之4歲以下小童必須繳付小童車費乘車。 - 持有「九巴月票」之乘客在車票有效期內，每日可享最多10程任何九龍巴士及龍運巴士路線（包括本路線，以及聯營路線的九龍巴士／龍運巴士提供的班次；惟乘搭機場「A」及「NA」線則可享原價二七折優惠（不會計算每天10次合資格車程））；而B1線則每日可享最多各2程（不會計算每天10次合資格車程）。 - 九龍巴士、城巴、龍運巴士及陽光巴士全職員工及家屬（不包括外判職員）可免費乘搭本路線，惟必須拍職員或職員家屬八達通。 - 乘客亦可透過多元化電子支付系統（e度嘟）繳付車資，包括使用非接觸式VISA卡、JCB卡、萬事達卡、銀聯卡、美國運通、大來國際、Discover Card、Apple Pay、Google Pay、Samsung Pay、AlipayHK「易乘碼」、支付寶、WeChatHK／微信支付「搭車碼」、銀聯雲閃付「乘車碼」及BOC Pay「乘車碼」。乘客使用此付款方式，使用此支付方式的乘客可享有中途下車之分段收費，以及與其他九巴／龍運獨營路線或聯營線九巴／龍運班次之轉乘優惠，惟不適用於與非九巴／龍運路線之轉乘優惠，亦不能享有「公共交通費用補貼計劃」及「長者及合資格殘疾人士公共交通票價優惠計劃」。 - 此路線接受接受以非接觸式Visa、萬事達卡、銀聯卡、Apple Pay、Google Pay、Samsung Pay、AlipayHK「易乘碼」及銀聯雲閃付「乘車碼」繳付車資。使用此等付款方式將只可享有其他同樣接受此付款方式的路線的轉乘優惠，亦不能受惠於劃一$2票價優惠及公共交通費用補貼計劃。 |

### 八通達轉乘優惠
乘客登上S64線後指定時間內以同一張八達通卡轉乘以下路線，或從以下路線登車後指定時間內以同一張八達通卡轉乘S64線，次程可獲$1折扣優惠：
- S64系往機場 → E32、E33/E33P、E36/E36P、E37、E41或E42往市區，轉乘時限為90分鐘
- E32、E33/E33P、E36/E36P、E37、E41或E42往機場 → S64系往逸東邨，轉乘時限為150分鐘

乘客登上本線後指定時間內以同一張八達通卡轉乘以下路線，或從以下路線登車後指定時間內以同一張八達通卡轉乘本線，本線車費可獲免費扣除優惠：
- S64任何方向 → 龍運A線機場巴士往新界方向，於機場轉乘
- 龍運A線機場巴士往機場方向 → S64任何方向，於機場轉乘

## 使用車輛
現時本路線共派出8輛亞歷山大丹尼士Enviro 500 MMC 12.8米及1輛富豪B8L 12.8米雙層巴士。截至2021年11月，本線共有4條字軌暫時懸空。
| 車隊編號 | 車牌   |
| -------- | ------ |
| UE6X51   | XR1491 |
| UE6X53   | XR2438 |
| UE6X54   | XR1231 |
| UE6X60   | XR3277 |
| UE6X62   | XR4377 |
| UE6X64   | XR5758 |
| UE6X67   | XR5299 |
| UE6X69   | XR5013 |
| UV6X35   | XU261  |

## 途經街道
S64
經：逸東街、松仁路、裕東路、順東路、達東路、東涌站巴士總站、達東路、順東路、赤鱲角南路、觀景路、駿明路、觀景路、駿運路交匯處、駿運路（西行）、駿運路（東行）、駿運路交匯處、航膳西路、駿運路交匯處、航膳東路、駿運路交匯處、觀景路、東岸路、機場路、暢連路、暢達路、機場北交匯處、機場路、機場南交匯處、機場路、東岸路、觀景路、駿明路、觀景路、駿運路交匯處、駿運路（西行）、駿運路（東行）、駿運路交匯處、航膳西路、駿運路交匯處、航膳東路、駿運路交匯處、觀景路、赤鱲角南路、順東路、達東路、東涌站巴士總站、達東路、順東路、裕東路、松仁路及逸東街。
S64C
經：*逸東街、*松仁路、*裕東路、*順東路、*達東路、*東涌站巴士總站、*達東路、*順東路、*赤鱲角南路、*觀景路、*駿明路、*觀景路、*駿運路交匯處、*駿運路（西行）、駿運路（東行）、駿運路交匯處、航膳西路、駿運路交匯處、航膳東路、駿運路交匯處、觀景路、赤鱲角南路、順東路、達東路、東涌站巴士總站、達東路、順東路、裕東路、松仁路及逸東街。
- 下午班次不停靠有 * 號之道路

S64P
經：迎東路、文東路、惠東路、東涌海濱路、東涌新發展碼頭、東涌海濱路、赤鱲角南路、觀景路、駿明路、觀景路、駿運路（西行）、迴旋處、駿運路（東行）、駿運路交匯處、航膳西路、駿運路交匯處、航膳東路、駿運路交匯處、觀景路、赤鱲角南路、東涌海濱路、東涌新發展碼頭、東涌海濱路、惠東路、文東路及迎東路。
斜體字之路段祇限早上班次繞經
S64X
經：裕東路（西行）、掉頭、裕東路（東行）、松仁路、逸東街、逸東邨公共交通總站、逸東街、松仁路、裕東路、順東路、赤鱲角南路、觀景路、駿明路、觀景路、駿運路交匯處、航膳東路、駿運路交匯處、觀景路、東岸路、機場路、暢連路、暢達路、機場北交匯處、航天城路、航天城第二街、航天城交通總匯、航天城第三街、航天城東路、航天城交匯處、東岸路、觀景路、駿明路、觀景路、駿運路交匯處、航膳東路、駿運路交匯處、觀景路、赤鱲角南路、順東路、裕東路、松仁路、逸東街、逸東邨公共交通總站、逸東街、松仁路及裕東路。

### 沿線車站
S64
| 東涌（逸東邨）開 | 東涌（逸東邨）開   | 東涌（逸東邨）開   |
| 序號             | 車站名稱           | 位置               |
| ---------------- | ------------------ | ------------------ |
| 1                | 逸東邨巴士總站     | 逸東邨公共交通總站 |
| 2                | 北大嶼山醫院       | 松仁路             |
| 3                | 東涌消防局         | 順東路             |
| 4                | 東涌站             | 東涌站巴士總站     |
| 赤鱲角南路       |                    |                    |
| 5                | 飛機燃料庫         | 觀景路             |
| 6                | 國泰城             | 駿明路             |
| 7                | 駿運南路           | 駿運路             |
| 8                | 香港空運貨站       | 駿運路             |
| 9                | 空郵中心           | 航膳西路           |
| 10               | 機場警署           | 航膳西路           |
| 11               | 赤鱲角消防局       | 航膳東路           |
| 12               | 國泰空廚           | 航膳東路           |
| 13               | 國泰城             | 觀景路             |
| 機場路           |                    |                    |
| 14               | 二號檢查閘         | 暢連路             |
| 15               | 一號客運大樓（南） | 暢達路             |
| 16               | 一號客運大樓（北） | 暢達路             |
| 17               | 富豪機場酒店       | 暢達路             |
| 機場路           |                    |                    |
| 18               | 國泰城             | 駿明路             |
| 19               | 駿運南路           | 駿運路             |
| 20               | 香港空運貨站       | 駿運路             |
| 21               | 空郵中心           | 航膳西路           |
| 22               | 機場警署           | 航膳西路           |
| 23               | 赤鱲角消防局       | 航膳東路           |
| 24               | 國泰空廚           | 航膳東路           |
| 25               | 國泰城             | 觀景路             |
| 26               | 飛機燃料庫         | 觀景路             |
| 赤鱲角南路       |                    |                    |
| 27               | 東涌站             | 東涌站巴士總站     |
| 28               | 東堤灣畔           | 順東路             |
| 29               | 裕東苑             | 順東路             |
| 30               | 北大嶼山醫院       | 松仁路             |
| 31               | 逸東邨居逸樓       | 逸東街             |
| 32               | 逸東邨巴士總站     | 逸東邨公共交通總站 |

S64C
| 東涌（逸東邨）開 | 東涌（逸東邨）開 | 東涌（逸東邨）開   |
| 序號             | 車站名稱         | 位置               |
| ---------------- | ---------------- | ------------------ |
| 1*               | 逸東邨巴士總站   | 逸東邨公共交通總站 |
| 2*               | 北大嶼山醫院     | 松仁路             |
| 3*               | 東涌消防局       | 順東路             |
| 4*               | 東涌站           | 東涌站巴士總站     |
| 赤鱲角南路       |                  |                    |
| 5*               | 飛機燃料庫       | 觀景路             |
| 6*               | 國泰城           | 駿明路             |
| 7*               | 駿運南路         | 駿運路             |
| 8                | 香港空運貨站     | 駿運路             |
| 9                | 空郵中心         | 航膳西路           |
| 10               | 機場警署         | 航膳西路           |
| 11               | 赤鱲角消防局     | 航膳東路           |
| 12               | 國泰空廚         | 航膳東路           |
| 13               | 國泰城           | 觀景路             |
| 14               | 飛機燃料庫       | 觀景路             |
| 赤鱲角南路       |                  |                    |
| 15               | 東涌站           | 東涌站巴士總站     |
| 16               | 東堤灣畔         | 順東路             |
| 17               | 裕東苑           | 順東路             |
| 18               | 北大嶼山醫院     | 松仁路             |
| 19               | 逸東邨居逸樓     | 逸東街             |
| 20               | 逸東邨巴士總站   | 逸東邨公共交通總站 |

- 下午班次不停靠有 * 號之車站

S64P
| 東涌（迎東邨）開 | 東涌（迎東邨）開 | 東涌（迎東邨）開 |
| 序號             | 車站名稱         | 位置             |
| ---------------- | ---------------- | ---------------- |
| 1                | 迎東邨巴士總站   | 迎東邨巴士總站   |
| 2                | 昇薈             | 迎東路           |
| 3                | 映灣園第二期     | 文東路           |
| 4                | 怡東路           | 文東路           |
| 5                | 怡文中學         | 文東路           |
| 6                | 海堤灣畔         | 惠東路           |
| 7*               | 東涌發展碼頭     | 東涌海濱路       |
| 赤鱲角南路       |                  |                  |
| 8                | 飛機燃料庫       | 觀景路           |
| 9                | 國泰城           | 駿明路           |
| 10               | 駿運南路         | 駿運路           |
| 11               | 機場空運中心     | 駿運路           |
| 12               | 駿運北路         | 駿運路           |
| 13               | 香港空運貨站     | 駿運路           |
| 14               | 空郵中心         | 航膳西路         |
| 15               | 機場警署         | 航膳西路         |
| 16               | 赤鱲角消防局     | 航膳東路         |
| 17               | 國泰空廚         | 航膳東路         |
| 18               | 國泰城           | 觀景路           |
| 19               | 飛機燃料庫       | 觀景路           |
| 赤鱲角南路       |                  |                  |
| 20               | 東涌發展碼頭     | 東涌海濱路       |
| 21               | 海堤灣畔         | 惠東路           |
| 22               | 藍天海岸         | 文東路           |
| 23               | 映灣園二期       | 文東路           |
| 24               | 映灣園一期       | 文東路           |
| 25               | 昇薈             | 迎東路           |
| 26               | 迎東邨巴士總站   | 迎東邨巴士總站   |

- 下午班次不停靠有 * 號之車站

S64X
| 滿東開     | 滿東開             | 滿東開             |
| 序號       | 車站名稱           | 位置               |
| ---------- | ------------------ | ------------------ |
| 1          | 滿東邨             | 裕東路             |
| 2          | 逸東邨福逸樓       | 裕東路             |
| 3          | 逸東邨雍逸樓       | 裕東路             |
| 4          | 逸東邨巴士總站     | 逸東邨公共交通總站 |
| 5          | 北大嶼山醫院       | 松仁路             |
| 6          | 東涌消防局         | 順東路             |
| 7          | 東堤灣畔           | 順東路             |
| 赤鱲角南路 |                    |                    |
| 8          | 飛機燃料庫         | 觀景路             |
| 9          | 國泰城             | 駿明路             |
| 10         | 赤鱲角消防局       | 航膳東路           |
| 11         | 國泰空廚           | 航膳東路           |
| 12         | 國泰城             | 觀景路             |
| 13         | 二號檢查閘         | 暢連路             |
| 14         | 一號客運大樓（南） | 暢達路             |
| 15         | 一號客運大樓（北） | 暢達路             |
| 16         | 富豪機場酒店       | 暢達路             |
| 17*        | 航天城巴士總站     | 航天城交通總匯     |
| #          | 機場博覽館         | 航展道             |
| #          | 香港天際萬豪酒店   | 航天城東路         |
| 東岸路     |                    |                    |
| 18*        | 國泰城             | 駿明路             |
| 19*        | 赤鱲角消防局       | 航膳東路           |
| 20*        | 國泰空廚           | 航膳東路           |
| 21         | 國泰城             | 觀景路             |
| 22         | 飛機燃料庫         | 觀景路             |
| 赤鱲角南路 |                    |                    |
| 23         | 東堤灣畔           | 順東路             |
| 24         | 裕東苑             | 順東路             |
| 25         | 北大嶼山醫院       | 松仁路             |
| 26         | 逸東邨居逸樓       | 逸東街             |
| 27         | 逸東邨巴士總站     | 逸東邨公共交通總站 |
| 28         | 滿東邨             | 裕東路             |

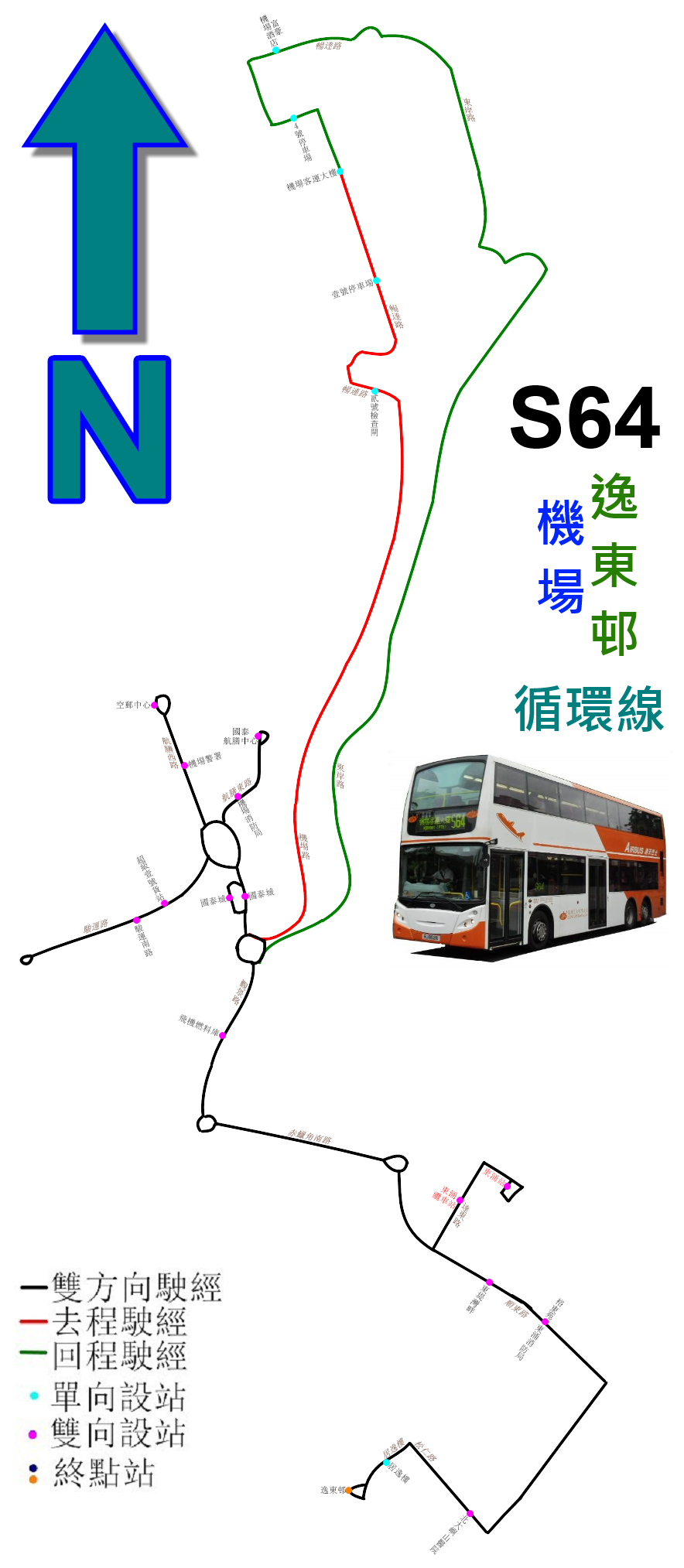
S64線常規班次的走線圖

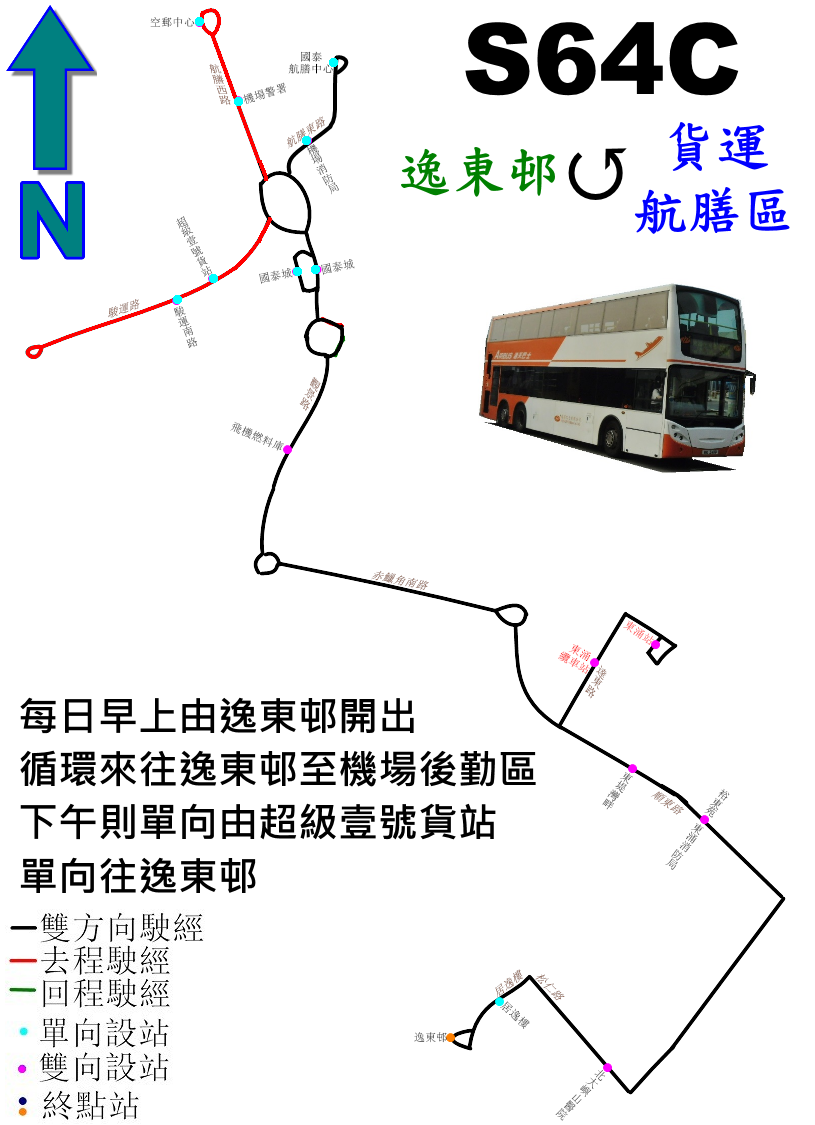
S64C線的走線圖

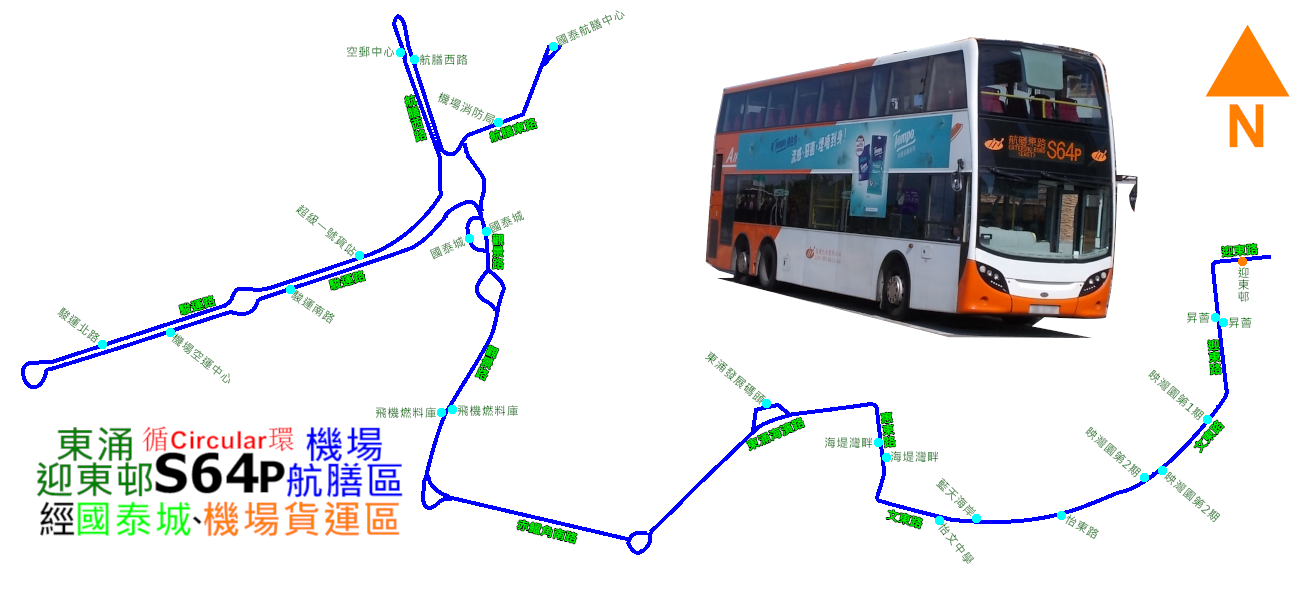
S64P線的走線圖

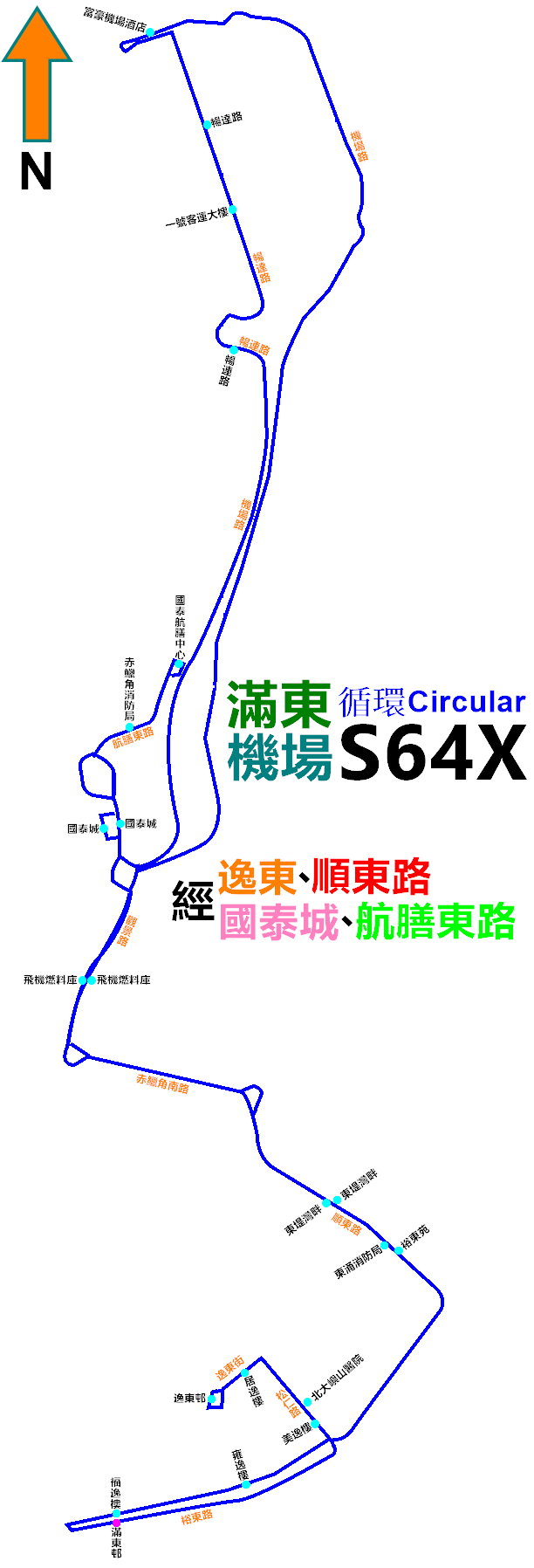
S64X線的走線圖

- 有 # 號之車站只適用於每日06:55班次，不停靠有 * 號之車站

## 外部連結
- 龍運S64線官方網站路線資料 （页面存档备份，存于）
- 龍運S64C線官方網站路線資料
- 龍運S64P線官方網站路線資料 （页面存档备份，存于）
- 龍運S64X線官方網站路線資料
- 龍運S64、S64C、S64P、S64X線詳細時間表 （页面存档备份，存于）